# Monty Python's Flying Circus
Pour l’article homonyme, voir pour plus d'information sur l'équipe, Monty Python.
Monty Python's Flying Circus est une série télévisée britannique en 45 épisodes de 30 minutes, créée par Graham Chapman, John Cleese, Terry Gilliam, Eric Idle, Terry Jones et Michael Palin, et diffusée entre le 5 octobre 1969 et le 5 décembre 1974 sur le réseau BBC1.
En Belgique, la série est diffusée par la RTB fin des années 1970 sous le titre Absurde, n'est-il pas ?.
En France, la série est diffusée dans l'émission Continentales d'été à partir du 1er août 1991 sur FR3. Elle a ensuite successivement été rediffusée du 29 septembre 1992 au 30 novembre 1992 à 19 h 55 sur Arte, puis à partir du 2 janvier 1993 à nouveau sur Arte, entre 1999 et 2001 sur Canal Jimmy, et 5 épisodes lors de La Week anglaise du 29 mai 2006 au 2 juin 2006 sur Paris Première. Les quatre saisons ont ensuite été disponibles sur Netflix.

## Synopsis
Cette série mythique est une anthologie de sketches, de parodies d'émissions télévisées et de reportages improbables par l'équipe des Monty Python.
La série dénonce les travers de la société britannique et s'attaque, avec un humour absurde typiquement britannique, au monde politique, au sexe, à la religion, à l'armée, aux fonctionnaires...
De nombreuses références à la philosophie ou à la littérature (Lewis Carroll, Jonathan Swift, Thomas de Quincey…) sont présentes dans cette série, sans doute en raison du fait que tous les membres de la troupe étaient diplômés des universités de Cambridge ou d'Oxford.
La série comporte plusieurs leitmotivs comme les séquences où l'on voit Michael Palin déguisé en naufragé épuisé, accourant vers le spectateur pour prononcer la phrase d'introduction rituelle de la série : « It's... [the Monty Python's Flying Circus] ». Une autre blague récurrente est la diffusion de la photo d'un arbre, un mélèze (« larch » en anglais), qui apparaît pour la première fois dans le troisième épisode de la saison 1 (« How to Recognise Different Types of Trees from Quite a Long Way away  »).

## Fiche technique
- Titre original : Monty Python's Flying Circus
- Titre français : Monty Python's Flying Circus ; Absurde, n'est-il pas ? (titre de première diffusion en Belgique)
- Réalisation : Ian MacNaughton, John Howard Davies
- Scénario : Graham Chapman, John Cleese, Eric Idle, Terry Jones, Terry Gilliam, Michael Palin, Neil Innes, Douglas Adams
- Décors : Robert Berk, Chris Thompson, Richard Hunt, Geoffrey Patterson, Kenneth Sharp, Roger Liminton, Ian Watson, Valerie Warrender
- Costumes : Hazel Pethig, Andrew Rose
- Animation : Terry Gilliam
- Photographie : James Balfour, Alan Featherstone, Stanley Speel, Terry Hunt, Max Samett
- Son : Peter Rose, John Delany, Richard Chubb, Mike Jones, Jack Sudic, Lance Andrews
- Montage : Ray Millichope, Robert C. Dearberg, Howard Dell
- Musique : Neil Innes, Eric Idle, Fred Tomlinson, John Gould
  - The Liberty Bell de John Philip Sousa
- Production : Ian MacNaughton, John Howard Davies, Irving C. Saltzberg
- Société de production : BBC
- Société de diffusion : BBC One
- Pays : Royaume-Uni
- Langue : anglais
- Format : Couleur - 35 mm - 1,33:1 - son mono
- Nombre d'épisodes : 45 (4 saisons)
- Durée : 30 minutes
- Dates de première diffusion :  Royaume-Uni : 5 octobre 1969 ;  France : 1er août 1991

## Distribution

### Acteurs principaux
- Graham Chapman
- John Cleese
- Terry Gilliam
- Eric Idle
- Terry Jones
- Michael Palin

### Acteurs récurrents
- Carol Cleveland
- Ian Davidson (en)
- Connie Booth

### Personnages
Bien qu'il n'y ait que peu de personnages récurrents, chacun des membres a choisi un type de rôles dans lequel il excellait :
- Graham Chapman : célèbre pour ses rôles d'hommes au visage strict, souvent symboles de l'autorité (militaire, policier ou médecin) qui peuvent, à n'importe quel moment, devenir complètement fous, puis revenir à la normale comme si de rien n'était ;
- John Cleese : Gilliam prétend qu'il était le plus comique des Monty Python en drag-queen, n'ayant pratiquement pas besoin de se déguiser pour avoir l'air drôle. Il est également connu pour ses rôles de fous intimidants (voir le sketch Self-Defence Against Fresh Fruit). Il interprète également à plusieurs reprises Eric Praline, un client pointilleux (voir les sketches Dead Parrot et Fish License) ;
- Eric Idle : connu pour ses rôles de play-boy libidineux ou encore de vendeur agaçant, c'est aussi le meilleur chanteur de la troupe (il est l'auteur de plusieurs chansons avec Neil Innes) ;
- Terry Jones : bien que tous les membres de la troupe aient joué des rôles de femmes, Terry Jones est celui qui interprétait le mieux celui de la ménagère britannique (Mrs. Lydia dans le sketch Mr. Neutron) ;
- Michael Palin : Palin est celui de la troupe qui a la plus grande étendue de rôles différents. Il interprète souvent des rôles d'hommes issus de la classe ouvrière (The Funniest Joke in the World) ou d'hommes faibles. Un de ses rôles les plus mémorables reste celui du commerçant qui tente par tous les moyens de vendre des marchandises inutiles, aussitôt repérées par le client (Dead Parrot, Cheese Shop). Il est aussi connu pour jouer des rôles avec une voix comique ou un défaut de prononciation ridicule. Avec Cleese, il joue souvent des Français ou des Allemands, qui gardent un fort accent en parlant anglais ;
- Terry Gilliam : auteur des animations, souvent des collages loufoques, qui relient les sketches entre eux, il apparaît peu en personne, jouant souvent les personnages dont personne d'autre ne voulait.

## Épisodes

### Première saison (1969-1970)
1. (1) C'est loin, le Canada ? (Whither Canada?)
2. (2) Sexe et Violence (Sex and Violence)
3. (3) Comment reconnaître les arbres de très très loin (How to Recognise Different Types of Trees From Quite a Long Way Away)
4. (4) Quand le z'hibou s'étire (Owl Stretching Time)
5. (5) La Crise d'identité en cette fin du XXe siècle (Man's Crisis of Identity in the Latter Half of the Twentieth Century)
6. (6) La BBC : hermine de zinc à Budapest (The BBC Entry For the Zinc Stoat of Budapest)
7. (7) T'es plus drôle du tout (You're No Fun Anymore)
8. (8) Nu intégral (Full Frontal Nudity)
9. (9) Introduction à la fourmi (The Ant, an Introduction)
10. (10) [Titre français inconnu] (Untitled)
11. (11) [Titre français inconnu] (The Royal Philharmonic Orchestra Goes to the Bathroom)
12. (12) La fourmi nue (The Naked Ant)
13. (13) Entracte (Intermission)

### Deuxième saison (1970)
1. (14) Face à la presse (Dinsdale)
2. (15) L'Inquisition espagnole (The Spanish Inquisition)
3. (16) Déja vu (Show 5)
4. (17) L'émission Buzz Aldrin (The Buzz Aldrin Show)
5. (18) En direct de la friterie (Live from the Grillomat)
6. (19) Il faut bien gagner sa vie (School Prizes)
7. (20) Atilla le Hun - Le spectacle (The Atilla the Hun Show)
8. (21) L'archéologie d'aujourd'hui (Archaeology Today)
9. (22) Comment reconnaître les parties différentes du corps (How to Recognise Different Parts of the Body)
10. (23) Scott de Antarctique (Scott of the Antarctic)
11. (24) Comment être invisible (How Not to Be Seen)
12. (25) Spam (sketch) (Spam)
13. (26) Royal Épisode Treize (Royal Épisode 13)

### Troisième saison (1972-1973)
1. (27) [Titre français inconnu] (Njorl's Saga or Whicker's World)
2. (28) [Titre français inconnu] (Mr. & Mrs. Brian Norris' Ford Popular)
3. (29) [Titre français inconnu] (The Money Programme)
4. (30) [Titre français inconnu] (Blood, Devastation, Death, War and Horror)
5. (31) [Titre français inconnu] (The All-England Summarize Proust Competition)
6. (32) [Titre français inconnu] (The War Against Pornography)
7. (33) [Titre français inconnu] (Salad Days)
8. (34) [Titre français inconnu] (The Cycling Tour)
9. (35) [Titre français inconnu] (The Nude Man)
10. (36) [Titre français inconnu] (E. Henry Thripshaw's Disease)
11. (37) [Titre français inconnu] (Dennis Moore)
12. (38) [Titre français inconnu] (A Book at Bedtime)
13. (39) [Titre français inconnu] (Grandstand)

### Quatrième saison (1974)
1. (40) [Titre français inconnu] (The Golden Age of Ballooning)
2. (41) [Titre français inconnu] (Michael Ellis)
3. (42) [Titre français inconnu] (Anything Goes, The Light Entertainment War)
4. (43) [Titre français inconnu] (Hamlet)
5. (44) [Titre français inconnu] (Mr. Neutron)
6. (45) [Titre français inconnu] (A Party Political Broadcast on Behalf of the Liberal Party)

## Production
C'est l'acteur-producteur David Frost qui, le premier dans son émission The Frost Report en 1966, met à profit les talents de jeunes auteurs à l'humour décalé : Graham Chapman, John Cleese, Eric Idle, Terry Jones et Michael Palin. 
L'année suivante, Chapman et Cleese jouent et écrivent l'émission à sketches « At Last the 1948 Show » (notamment avec Marty Feldman) pour la BBC ; Eric Idle, Terry Jones, Michael Palin, auxquels s'est adjoint un jeune Américain passionné d'animation Terry Gilliam, créent de leur côté « Do Not Adjust Your Set » pour ITV. Le succès incite la chaîne à leur confier une nouvelle émission.
Cleese, qui a eu le même genre de proposition de la BBC, mais hésite en raison de la personnalité lunatique de Chapman, propose à Palin — avec lequel il lui était arrivé de collaborer chez Frost — de se joindre à eux. Palin accepte, sous réserve d'impliquer ses partenaires de Do Not Adjust Your Set, préférence étant donnée au projet de la BBC.
Monty Python's Flying Circus marque ainsi la naissance officielle de la troupe des Monty Python.

## Adaptation au cinéma
Le premier long métrage cinéma de l'équipe, Pataquesse (And Now for Something Completely Different), sorti en 1971, se compose de sketches tirés des deux premières saisons du Monty Pyton's Flying Circus.

### Blue-ray / DVD
- Monty Python's Flying Circus - L'Intégrale (1969-1974), Rimini éditions, 2021.